# Biutiful
Biutiful è un film del 2010 diretto da Alejandro González Iñárritu.
Il film è stato presentato in concorso al Festival di Cannes 2010 dove il protagonista Javier Bardem è stato premiato per la sua interpretazione. È stato candidato ai premi Oscar 2011 nella categoria miglior film straniero e miglior attore protagonista.
Dopo Amores perros, 21 grammi e Babel questo è il primo film diretto da González Iñárritu la cui sceneggiatura non porta la firma di Guillermo Arriaga.

## Trama
Uxbal vive a Barcellona e si guadagna da vivere procurando lavoro ad immigrati clandestini; inoltre si occupa dei suoi due figli, Ana e Mateo, poiché l'ex-moglie Marambra è inaffidabile ed è affetta da disturbo bipolare. Quando gli viene diagnosticato un cancro in stadio avanzato comincia a temere per il futuro dei suoi figli destinati a crescere da soli.

## Produzione
Biutiful è uno dei cinque progetti rientrati negli accordi di un patto finanziario dal valore di 100ml $ stipulato tra i produttori Iñárritu, Alfonso Cuarón, Guillermo del Toro e gli studi cinematografici Cha Cha Cha, Universal Pictures e Focus Features International. Le riprese sono iniziate nell'ottobre 2008 a Barcellona, in Spagna. Nel corso della lavorazione, l'attore protagonista Javier Bardem ha subito un intervento chirurgico per ernia al disco il 12 febbraio 2009.

## Accoglienza
Nonostante il consenso da parte della critica e il plauso per la prova attoriale di Javier Bardem, premiata con il massimo premio per l'interpretazione maschile al Festival di Cannes, il film non è riuscito a recuperare i soldi iniziali del budget, 35ml $, fermando la sua corsa al botteghino a 25ml $.

## Riconoscimenti
- 2011 - Premio Oscar
  - Candidatura Miglior film straniero 
  - Candidatura Miglior attore protagonista a Javier Bardem
- 2011 - Golden Globe
  - Candidatura Miglior film straniero
- 2011 - Premio BAFTA
  - Candidatura Miglior film non in lingua inglese
  - Candidatura Miglior attore protagonista a Javier Bardem
- 2010 - Festival di Cannes
  - Prix d'interprétation masculine a Javier Bardem (ad ex aequo con Elio Germano per La nostra vita)
  - Candidatura Palma d'oro
- 2011 - Premio Goya
  - Miglior attore protagonista a Javier Bardem
  - Candidatura Miglior attore non protagonista a Eduard Fernández
  - Candidatura Migliore attrice non protagonista a Ana Wagener
  - Candidatura Migliore sceneggiatura originale a Alejandro González Iñárritu, Armando Bo e Nicolás Giacobone
  - Candidatura Miglior fotografia a Rodrigo Prieto
  - Candidatura Miglior montaggio a Stephen Mirrione
  - Candidatura Miglior colonna sonora a Gustavo Santaolalla
  - Candidatura Miglior scenografia a Brigitte Broch
- 2011 - Premio Ariel
  - Miglior fotografia a Rodrigo Prieto
  - Candidatura miglior attore a Javier Bardem
  - Candidatura miglior attrice a Maricel Álvarez
  - Candidatura miglior montaggio a Stephen Mirrione
  - Candidatura migliori musiche originali a Gustavo Santaolalla
  - Candidatura migliori costumi a Paco Delgado
  - Candidatura miglior trucco ad Alessandro Bertolazzi
- 2010 - Satellite Award
  - Candidatura Miglior film straniero
  - Candidatura Miglior attore in un film drammatico a Javier Bardem
  - Candidatura Migliore sceneggiatura originale a Alejandro González Iñárritu, Armando Bo e Nicolás Giacobone
- 2010 - St. Louis Film Critics Association Awards
  - Candidatura Miglior film straniero
  - Candidatura Miglior attore a Javier Bardem
  - Candidatura Migliore sceneggiatura originale a Alejandro González Iñárritu, Armando Bo e Nicolás Giacobone